# Klub Sportowy Warta Poznań
Il Klub Sportowy Warta Poznań, meglio noto come Warta Poznań, è una società calcistica polacca con sede nella città di Poznań. Fondata il 15 giugno 1912, prende il nome dal Warta, fiume che attraversa la città. Milita in I liga, la seconda divisione del campionato polacco di calcio.

## Storia

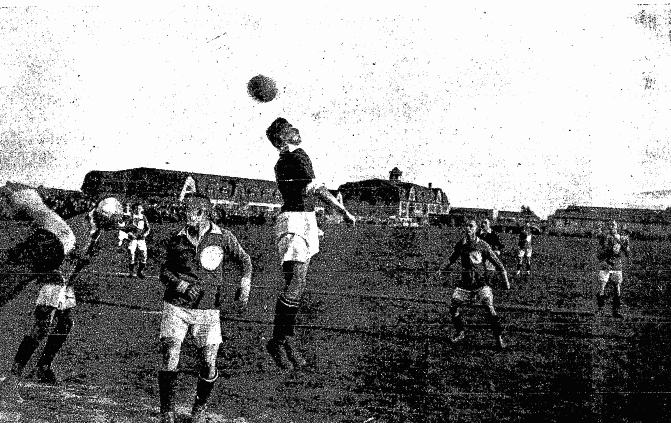
Azione di gioco della partita tra Sokół Toruń e Warta Poznań nel 1922

Il club venne fondato il 15 giugno 1912 da un gruppo di giovani ragazzi tra i sedici e i diciotto anni: Marian Bey, Stefan Malinowski, Stefan Mrówkowski, i fratelli Edmund e Franciszek Szyc e Ludwik Zysnarski. Franciszek Szyc, probabilmente il più anziano dei ragazzi, divenne presidente del club, Stefan Malinowski il tesoriere ed Edmund Szyc il segretario, mentre Marian Bey fu il primo capitano della squadra. Come colori sociali vennero scelti il bianco e il verde. I ragazzi si conoscevano perché avevano giocato per le squadre tedesche della città di Poznań, allora parte dell'Impero tedesco, ma volevano essere parte di un club polacco, sebbene le autorità proibissero l'uso della lingua polacca nelle associazioni e nelle riunioni pubbliche. La società si sviluppò velocemente e due mesi dopo la fondazione venne disputata la prima partita di calcio: il 18 agosto 1912 il Warta Poznań sconfisse per 9-2 l'Herthę Poznań, altro club non affiliato ad alcuna federazione. Le limitazioni imposte dalle autorità locali spinse alla decisione di creare il primo campionato della Grande Polonia (Wielkopolska), che venne disputato nel 1913 tra Warta Poznań, Posnania Poznań e Ostrovia Ostrów Wielkopolski; vide la vittoria del Warta Poznań. Nonostante le difficoltà legate allo scoppio della prima guerra mondiale, nel 1914 venne disputata la seconda edizione del campionato della Grande Polonia, col Warta Poznań che ebbe la meglio nel doppio confronto contro il Posnania. Nel 1919 subito dopo la fine della prima guerra mondiale e dopo la sollevazione della Grande Polonia, la città di Poznań passò dall'impero tedesco alla Repubblica di Polonia e vennero riattivate le strutture sportive e riorganizzati i campionati di calcio. Nello stesso 1919 al terzo campionato della Grande Polonia presero parte cinque squadre, quattro delle quali di Poznań: il campionato venne vinto dall'Unia Poznań con il Warta giunto secondo.

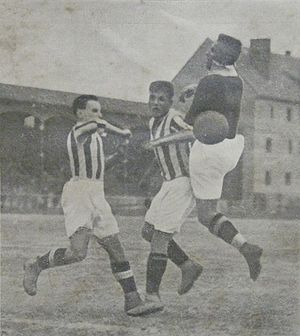
Władysław Przybysz (sulla destra) con la maglia del Warta Poznań nella partita del 3 agosto 1924 contro il

Nel 1920 venne organizzato il primo campionato nazionale polacco. Nel 1921 il Warta vinse il campionato di Klasa A del distretto di Poznań e guadagnò l'accesso alla fase finale del campionato polacco, che concluse al terzo posto. Anche nel 1922 il Warta raggiunse la fase finale del campionato polacco, vincendo il girone nord dopo aver superato ŁKS, Polonia Varsavia e Strzelec Wilno. In finale venne sconfitto nel doppio confronto dal Pogoń Lwów, avendo pareggiato l'andata in casa e perso per 4-3 il ritorno a Leopoli. Nel 1925 e nel 1926 il Warta raggiunse il girone finale del campionato polacco, classificandosi secondo e terzo, rispettivamente. Nel 1927 il campionato polacco venne rinominato Liga e organizzato come unico girone nazionale di 14 squadre, tra le quali il Warta Poznań. Dopo aver concluso l'edizione 1927 al terzo posto, chiuse al secondo posto l'edizione 1928 a due soli punti dal Wisła Cracovia, vincitore del torneo.
Nel 1929 il Warta Poznań entrò nella storia della radio polacca, perché il primo incontro di calcio ad essere trasmesso in diretta dalla radio polacca fu l'11 agosto 1929 l'incontro amichevole tra il Warta e il PSV, campione dei Paesi Bassi in carica, che vide la vittoria del Warta per 5-2. Nello stesso 1929 il Warta Poznań, guidato in panchina dall'ungherese Béla Fűrst, conquistò il suo primo campionato polacco, concludendo la stagione in testa alla classifica con 33 punti conquistati, uno in più del Garbarnia Cracovia. Tra i protagonisti del trionfo c'erano gli attaccanti Wawrzyniec Staliński e Władysław Przybysz, il portiere Marian Fontowicz, e il ventenne attaccante Friedrich Scherfke, autore della prima rete della nazionale polacca ai campionati mondiali 1938.
La crisi economica del 1929 colpì anche il campionato polacco e le squadre che vi parteciparono, col Warta Poznań che non riuscì a tenere gli alti livelli raggiunti negli anni precedenti, rimanendo a metà classifica, eccetto per il terzo posto finale nella Liga 1932. Nel 1934 il Warta ospitò il Milan in un'amichevole, approfittando di un tour della squadra milanese in Polonia. La partita venne disputata il 22 settembre 1934 allo stadio comunale di Poznań e vide il Milan vincere per 3-1, dopo che il Warta era passato in vantaggio a metà del primo tempo grazie alla rete di Kajetan Kryszkiewicz. Nei quattro anni successivi il Warta riuscì a mantenere posizioni di vertice in classifica, senza riuscire, però, a tornare a vincere il campionato polacco, e ottenendo il miglior risultato nella Liga 1938 col secondo posto alle spalle del Ruch Chorzów. Nel 1939 il campionato venne abbandonato per l'invasione della Polonia da parte della Germania nazista e le attività sportive vennero sospese per i successivi sei anni.
Nel 1945 vennero riprese le attività del club, mentre il campionato polacco venne organizzato nei due anni successivi sotto forma di coppa. Nel 1946 il Warta raggiunse la finale del campionato, ma venne sconfitto dal Polonia Varsavia, mentre nel 1947 il Warta vinse il campionato, superando nel girone finale il Wisła Cracovia e l'AKS Chorzów. Subito dopo questo successo il Warta perse di competitività, chiudendo a metà classifica i due campionati successivi. Nel 1950 il Warta si fuse con l'HCP Poznań, cambiando denominazione in Związkowiec Poznań. Nello stesso anno il club concluse il campionato all'ultimo posto, venendo così retrocesso in II liga per la prima volta nella sua storia. Nel 1951 il club cambiò denominazione in Stal Poznań. Nel 1952 il club venne retrocesso in III liga, terzo livello del campionato polacco, tornando in seconda serie solamente al termine della stagione 1955. Nel mese di dicembre 1956 l'assemblea generale del club deliberò il ritorno alla storica denominazione di Warta Poznań. Nei tre decenni successivi il club alternò lunghi periodi in III liga a qualche apparizione in II liga.

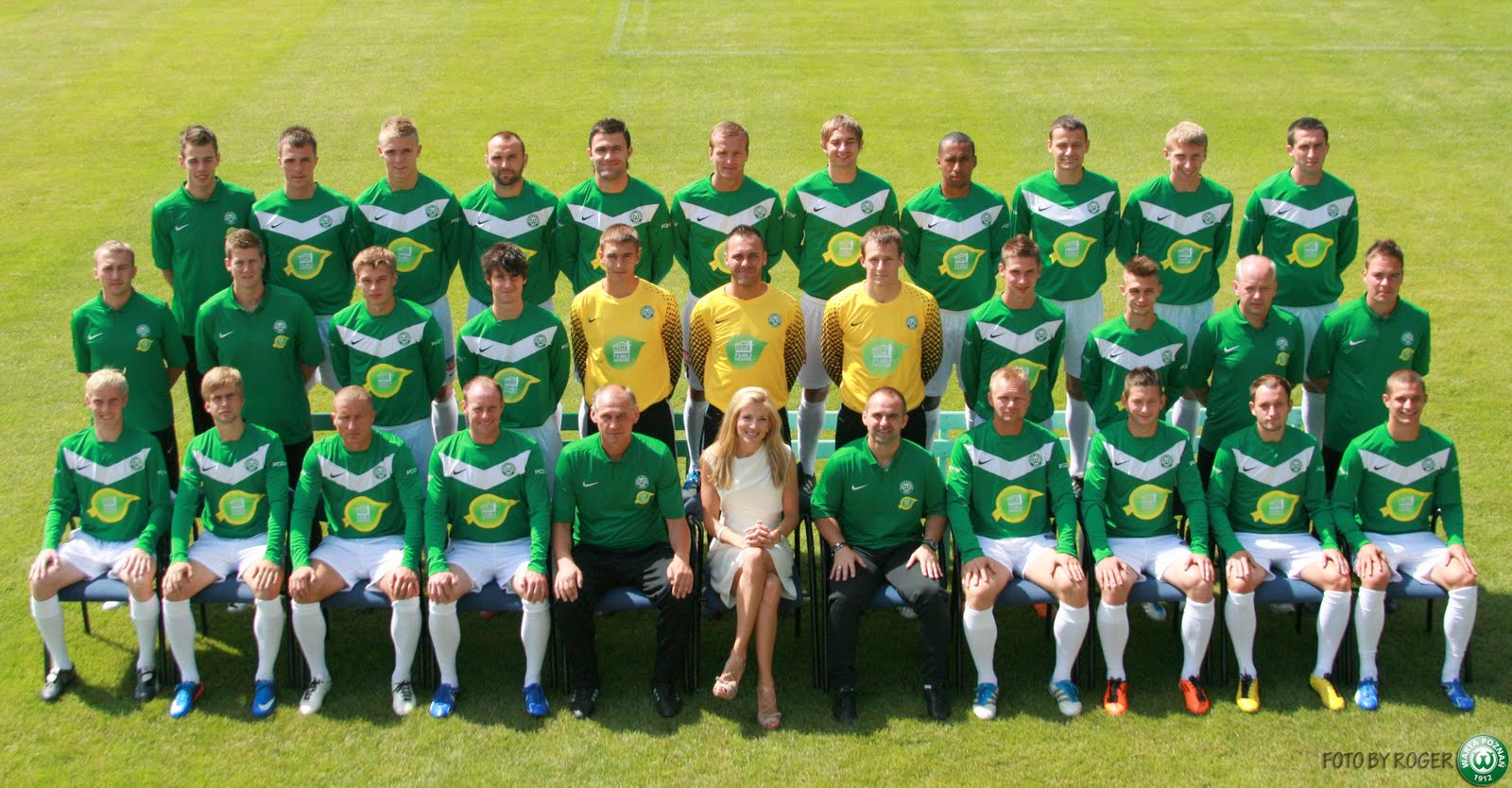
Rosa del Warta Poznań nel 2011

Nel triennio 1990-1993 il Warta Poznań conquistò due promozioni che lo portarono dalla III liga alla I liga, massima serie del campionato polacco, 43 anni dopo l'ultima presenza. Il ritorno in massima serie nella stagione 1993-1994 si concluse con un quattordicesimo posto che consentì al Warta di mantenere la categoria. La stagione 1994-1995 si concluse diversamente, col Warta che concluse il campionato al diciottesimo e ultimo posto con soli 19 punti, che ne decretarono la retrocessione in II liga. Dopo un'alternanza tra II liga e III liga, il Warta passò nove anni consecutivi in III liga, prima di essere promosso in II liga nel 2007. Mantenne la categoria per sei stagioni consecutive, nelle quali il campionato venne rinominato I liga, e venendo retrocesso al termine della I liga 2012-2013. 

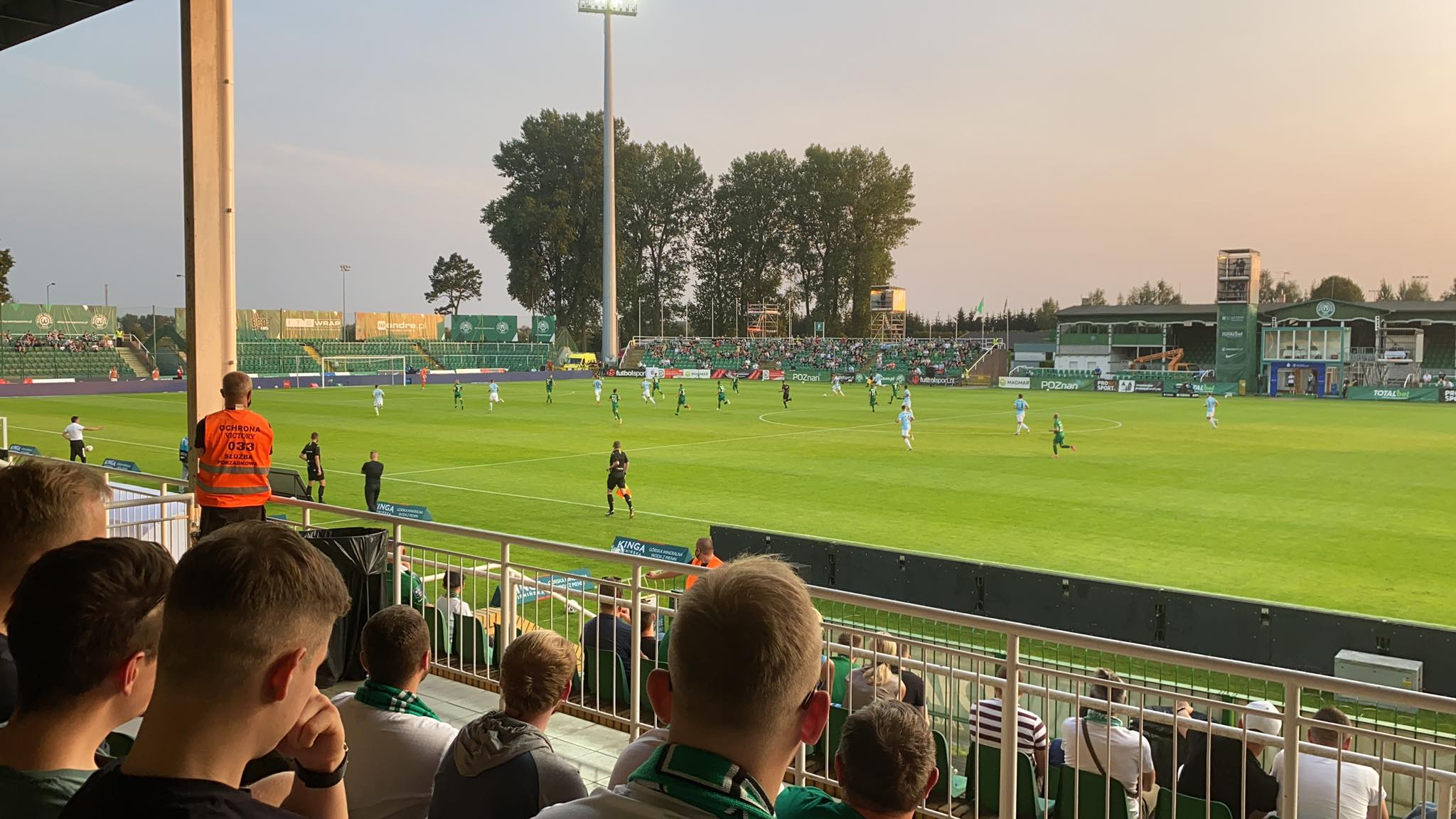
Gara di campionato in Ekstraklasa contro il Piast Gliwice

Il 20 gennaio 2011 la presidenza del club è stata presa da Izabella Łukomska-Pyżalska, già modella e presidente di un'agenzia di modelle, prendendo il posto di Janusz Urbaniak. I maggiori cambiamenti, già in atto dal dicembre 2010, furono i pagamenti degli stipendi dei calciatori e dei debiti del club, grazie allo stanziamento di circa 4 milioni di złoty. Dopo la retrocessione in II liga al termine della stagione 2012-2013 il club riuscì a trovare un nuovo investitore che permise al Warta di ottenere la licenza per la partecipazione al campionato di II liga. Nonostante avesse mantenuto la categoria al termine della stagione 2013-2014 in II liga, il Warta non ottenne la licenza di partecipazione al campionato di II liga per la stagione 2014-2015 a causa dei debiti accumulati. Per la stagione 2014-2015 il club venne iscritto al girone locale del campionato di III liga, quarto livello nazionale. Nel 2016 arrivò la promozione in II liga, e nel 2018 la promozione in I liga.
Nella stagione 2019-2020, dopo essere stato al comando della classifica per gran parte della stagione, il Warta Poznan si posiziona terzo e partecipa ai play-off promozione. Grazie alle vittorie contro Nieciecza e Radomiak Radom, il Warta torna in Ekstraklasa dopo venticinque stagioni.
La prima stagione nella massima serie non inizia nel migliore dei modi, con appena un punto nelle prime quattro giornate. Con l'avanzare del campionato, tuttavia, gli zieloni iniziano ad ingranare e si attestano come la vera rivelazione del campionato. Nel 2021 mettono in fila una serie di vittorie che li portano in cima alla classifica, posizionandosi addirittura al quarto posto che consentirebbe la qualificazione alle coppe europee. 

## Stadio

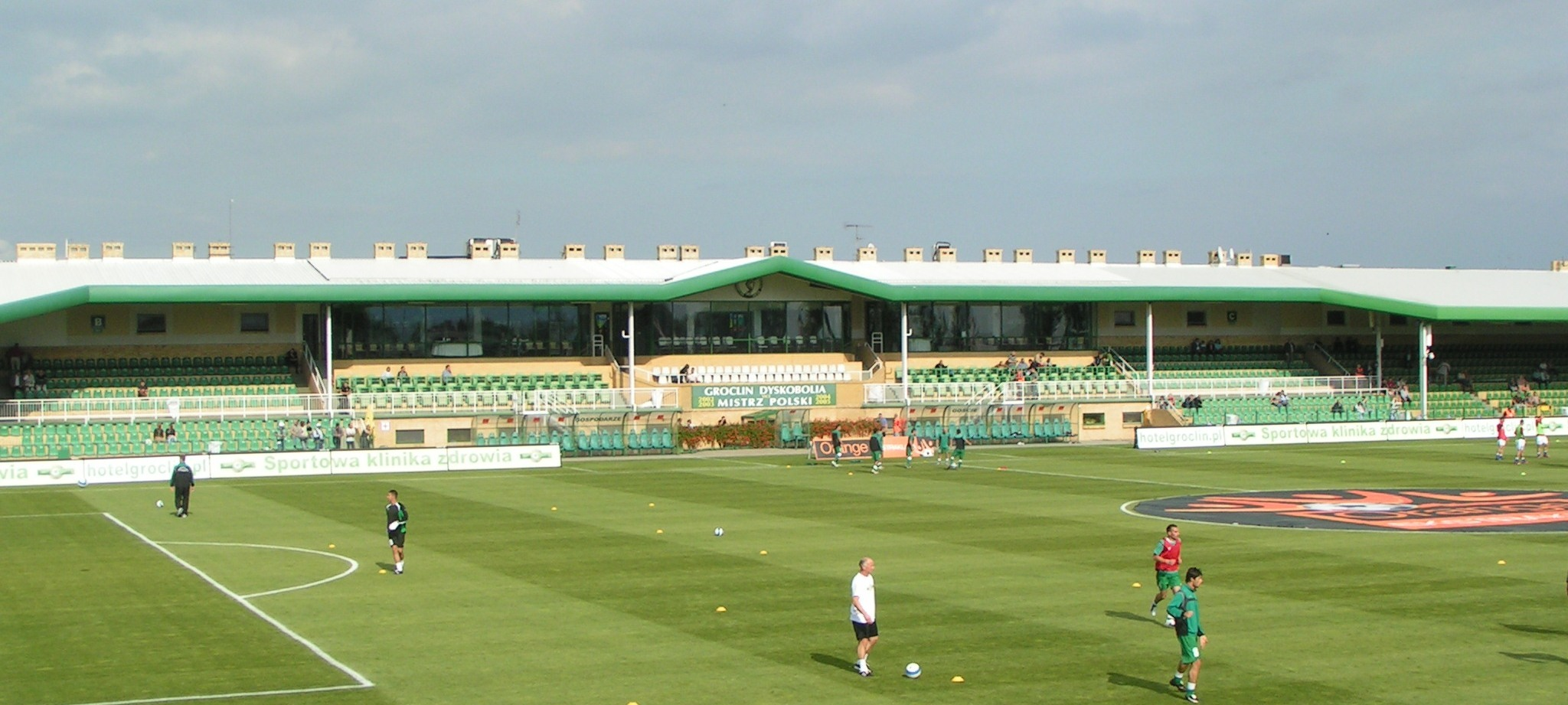
Lo stadio di Grodzisk Wielkopolski

La casa storica del Warta Poznań è quella ubicata in Droga Debinska 12, dove si trovano la sede societaria e una serie di campi sportivi, dal momento che il Warta è una polisportiva. Nella stagione 2018-2019, a causa della mancanza di alcuni elementi fondamentali quali un impianto di illuminazione adeguato, il Warta ha giocato alcune gare a Grodzisk Wielkopolski.
Questa sistemazione è divenuta definitiva a partire dalla stagione 2019-2020, ed è stata confermata nel 2020-2021, stagione in cui il Warta è tornato in Ekstraklasa.

## Palmarès

### Competizioni nazionali
- Campionato polacco: 2

1929, 1947
- Campionato polacco di seconda divisione: 1

1992-1993

### Altri piazzamenti
- Campionato polacco:

Secondo posto: 1922, 1925, 1928, 1938
Terzo posto: 1921, 1926, 1927, 1932, 1935, 1936
- Coppa di Polonia:

Semifinalista: 1925-1926
- Campionato polacco di seconda divisione:

Terzo posto: 2019-2020

## Statistiche e record

### Partecipazione ai campionati
| Livello | Categoria          | Partecipazioni | Debutto   | Ultima stagione | Totale |
| ------- | ------------------ | -------------- | --------- | --------------- | ------ |
| 1º      | Campionato polacco | 7              | 1921      | 1947            | 26     |
| 1º      | Liga               | 13             | 1927      | 1939            | 26     |
| 1º      | I liga             | 5              | 1948      | 1994-1995       | 26     |
| 1º      | Ekstraklasa        | 1              | 2020-2021 | 2020-2021       | 26     |
| 2º      | Klasa A            | 2              | 1920      | 1924            | 26     |
| 2º      | II liga            | 17             | 1951      | 2007-2008       | 26     |
| 2º      | I liga             | 7              | 2008-2009 | 2019-2020       | 26     |
| 3º      | III liga           | 32             | 1953      | 2006-2007       | 41     |
| 3º      | liga okręgowa      | 6              | 1960-1961 | 1965-1966       | 41     |
| 3º      | II liga            | 3              | 2013-2014 | 2017-2018       | 41     |
| 4º      | III liga           | 2              | 2014-2015 | 2015-2016       | 2      |

## Organico

### Rosa 2023-2024
Rosa e numeri come da sito ufficiale. Aggiornato al 7 febbraio 2024. 
| N. |                       | Ruolo | Calciatore                  |
| -- | --------------------- | ----- | --------------------------- |
| 1  | Polonia (bandiera)    | P     | Adrian Lis                  |
| 2  | Polonia (bandiera)    | D     | Jakub Bartkowski            |
| 3  | Polonia (bandiera)    | D     | Jakub Kiełb (vice-capitano) |
| 6  | Polonia (bandiera)    | C     | Maciej Żurawski             |
| 7  | Polonia (bandiera)    | C     | Kajetan Szmyt               |
| 9  | Ungheria (bandiera)   | A     | Márton Eppel                |
| 15 | Polonia (bandiera)    | C     | Michał Kopczyński           |
| 16 | Portogallo (bandiera) | C     | Miguel Luís                 |
| 18 | Polonia (bandiera)    | D     | Mateusz Lechowicz           |
| 21 | Polonia (bandiera)    | C     | Mateusz Kupczak             |
| 22 | Polonia (bandiera)    | D     | Konrad Matuszewski          |
| 23 | Polonia (bandiera)    | C     | Jedrzej Hanuszczak          |

| N. |                       | Ruolo | Calciatore           |
| -- | --------------------- | ----- | -------------------- |
| 24 | Polonia (bandiera)    | D     | Patryk Rychlik       |
| 25 | Polonia (bandiera)    | C     | Jakub Paszkowski     |
| 26 | Polonia (bandiera)    | C     | Igor Stańczak        |
| 27 | Polonia (bandiera)    | D     | Kacper Przybyłko     |
| 28 | Polonia (bandiera)    | C     | Filip Borowski       |
| 29 | Croazia (bandiera)    | A     | Dario Vizinger       |
| 33 | Polonia (bandiera)    | P     | Jędrzej Grobelny     |
| 34 | Polonia (bandiera)    | D     | Wiktor Pleśnierowicz |
| 44 | Polonia (bandiera)    | D     | Dawid Szymonowicz    |
| 47 | Rep. Ceca (bandiera)  | C     | Tomáš Přikryl        |
| 77 | Austria (bandiera)    | C     | Stefan Savić         |
| 99 | Slovacchia (bandiera) | A     | Adam Zreľák          |

### Rose delle stagioni precedenti
- 2007-2008
- 2012-2013
- 2016-2017
- 2019-2020
- 2020-2021